# رؤیاهای من و تو (فیلم ۱۹۷۱)
رویاهای من و تو (به هندی: Tere Mere Sapne)، فیلمی محصول سال ۱۹۷۱ و به کارگردانی ویجی آناند است. در این فیلم بازیگرانی همچون دو آناند، ممتاز، هما مالینی، آقا، لیلا میشارا، پریم نات ایفای نقش کرده‌اند.